# Морисима, Митио
Митио Морисима (яп. 森嶋 通夫 Морисима Митио; англ. Michio Morishima; 23 июля 1923, Осака — 13 июля 2004, Брентвуд, Англия) — японский экономист.
Учился в университете Киото. Преподавал там же (1948—1951), затем в Осакском университете (1951—1969). Является почетным преподавателем Осакского университета. Также преподавал в Эссекском университете и Лондонской школе экономики (1970—2004). Член Британской академии. Президент Эконометрического общества (1965). Пытался соединить теорию общего рыночного равновесия с моделью мультисекторального роста Яноша фон Неймана, изучал работы Маркса и Вальраса, считая их рикардианскими теоретиками.

## Основные произведения
- Моришима, Мичио Равновесие, устойчивость, рост : Многоотраслевой анализ = Equilibrium, Stability and Growth: A multi-sectoral analysis (1964) / Под общ. ред. В. Л. Макарова — М.: Наука, 1972. — 279 с.
- «Теория экономического роста» (Theory of Economic Growth, 1969);
- «Марксистская экономика: двойная теория ценности и роста» (Marx’s Economics: A dual theory of value and growth, 1973);
- «Экономическая теория современного общества» (The Economic Theory of Modern Society, 1973);
- «Вальрасианская экономика: чистая теория капитала и денег» (Walras’s Economics: A pure theory of capital and money, 1977);
- «Экономическая теория индустриального общества» (Economics of Industrial Society, 1984)
- «Рикардианская экономическая теория» (Ricardo’s Economics, 1989).